# Verbesina pterocaula
Verbesina pterocaula là một loài thực vật có hoa trong họ Cúc. Loài này được (Moc. & Sessé) DC. miêu tả khoa học đầu tiên năm 1836.